# Liam Henderson (april 1996)
Liam Henderson (25 april 1996) is een Schots voetballer die doorgaans als middenvelder speelt. Hij verruilde FC Bari in augustus 2018 voor Hellas Verona.

## Clubcarrière
Celtic haalde Henderson op twaalfjarige leeftijd weg bij Heart of Midlothian. Hij maakte de voorbereiding op het seizoen 2013/14 mee met het eerste elftal, maar werd nadien teruggezet bij het tweede elftal om nog verder te rijpen. Daarnaast speelde hij wedstrijden in de UEFA Youth League. Op 6 december 2013 debuteerde hij voor Celtic in de Scottish Premier League, tegen Motherwell.

## Clubstatistieken
| Seizoen | Club           | Land      | Competitie              | Wed. | Doelp. |
| ------- | -------------- | --------- | ----------------------- | ---- | ------ |
| 2013/14 | Celtic FC      | Schotland | Scottish Premier League | 8    | 1      |
| 2014/15 | Celtic FC      | Schotland | Scottish Premier League | 9    | 1      |
| 2014/15 | → Rosenborg BK | Noorwegen | Eliteserien             | 9    | 3      |
| 2015/16 | Celtic FC      | Schotland | Scottish Premier League | 1    | 0      |
| 2015/16 | → Hibernian FC | Schotland | Scottish Championship   | 36   | 6      |
| 2016/17 | Celtic FC      | Schotland | Scottish Premier League | 10   | 1      |
| 2017/18 | Celtic FC      | Schotland | Scottish Premier League | 1    | 0      |
| 2017/18 | FC Bari        | Italië    | Serie B                 | 19   | 2      |
| 2018/19 | Hellas Verona  | Italië    | Serie B                 | 11   | 2      |
| Totaal  | Totaal         | Totaal    | Totaal                  | 104  | 16     |

## Interlandcarrière
Henderson kwam uit voor verschillende Schotse nationale jeugdselecties. Hij was aanvoerder van Schotland –17 en debuteerde in 2013 in Schotland –19.

## Erelijst
Celtic FC
- Landskampioen Schotland

2013/14
2014/15
2016/17
- Beker van Schotland

2016/17
- League Cup Schotland

2014/15
2016/17

 Hibernian FC
- Beker van Schotland

2015/16
 Rosenborg BK
- Landskampioen Noorwegen

2015
- Beker van Noorwegen

2015